# 20576 Marieoertle
20576 Marieoertle este un asteroid din centura principală de asteroizi.

## Descriere
20576 Marieoertle este un asteroid din centura principală de asteroizi. A fost descoperit pe 9 septembrie 1999 la Socorro, New Mexico, în cadrul proiectului LINEAR. Asteroidul prezintă o orbită caracterizată de o semiaxă mare de 2,25 ua, o excentricitate de 0,06 și o înclinație de 4,4° în raport cu ecliptica.